# Скамандр (міфологія)
Скамандр (грец. Σκάμανδρος) — ім'я двох персонажів давньогрецької міфології: річкового бога і його онука. Також відомий як Ксант або Ксантос, передусім як персоніфікація річки.
Річковий бог Скамандр був сином Океана і Тетії. За іншою версією, його батьком був Зевс. Скамандр персоніфікував однойменну річку, яка протікала попід стінами Трої. Скамандр мав дочку Главкію, яку герой Геракл забрав із собою, коли воював з Троєю, і вона стала коханкою Дімаха. Коли Дімах загинув у бою, Главкія попросила прихистку в Геракла і народила сина, якого назвала як батька — Скамандром.
За настоятельства Геракла юний Скамандр став царем в Беотії. Той назвав місцеву річку Інах своїм іменем, а сусідній струмок — на честь матері Главкією. Дружиною Скамандра стала Акідуса, яка народила трьох дочок. На її честь цар назвав джерело. Дочкам Скамандра місцеві жителі поклонялися, називаючи їх «непорочними».
За іншою версією, Скамандр був критським царевичем, що під час голоду привів критян в Малу Азію, де побудував місто Смінфій. Скамандр загинув у битві з племенем бебриків, втопившись у річці Ксант, але лишив по собі сина Тевкра від німфи Ідеї. Також є версія, що саме Тевкр привів критян до Малої Азії. Нащадки прибулих стали предками троянців.
Бог Скамандр у Троянській війні в образі річки боровся з Ахіллесом, який завалив води трупами вбитих ворогів. Тричі Скамандр (в «Іліаді» Ксантос) намагався вбити Ахіллеса, але був зупинений Герою, Афіною і Гефестом. Коли боротьба між Гефестом, що поливав річку вогнем, стала надто запеклою і загорілися навколишні землі, Скамандр випросив у Гери припинити сутичку. Гефест перестав лити вогонь і боги розійшлися миром.